# ذاري الحمر (وشحة)

تعديل مصدري - تعديل

ذاري الحمر هي إحدى قرى عزلة ضاعن بمديرية وشحة التابعة لمحافظة حجة، بلغ تعداد سكانها 81 نسمة حسب تعداد اليمن لعام 2004.